# Прапор Вигоди
Пра́пор Вигоди — офіційний символ селища Вигода Івано-Франківської області. Затверджений 19 вересня 2017 року на сесії селищної ради Вигоди проголосована символіка краю. Автор: Юрій Фреїв.

## Опис прапора
Прямокутне полотнище із співвідношенням сторін 5:8 розділене на три рівновеликі вертикальні смуги - зелену, білу та блакитну з малим гербом Вигоди по центру білої смуги. 